# Терещенко, Сергей Николаевич
Сергей Николаевич Терещенко (28 декабря 1991, Магнитогорск) — российский хоккеист, защитник.

## Карьера
Воспитанник магнитогорского хоккея (тренер Александр Шахворостов). Начал профессиональную карьеру в 2009 году в составе магнитогорского клуба Молодёжной хоккейной лиги «Стальные лисы», выступая до этого за фарм-клуб родного «Металлурга». В дебютном сезоне провёл 69 матчей, в которых набрал 34 (9+25) очка, став вместе с клубом обладателем Кубка Харламова, а также получив приз имени Вячеслава Фетисова как лучшему защитнику года.
Следующий сезон Терещенко также начал в Магнитогорске, в 38 матчах набрав 19 (6+13) очков. 27 января 2011 года был обменян в петербургский СКА на Глеба Клименко. Сезон завершал в МХЛ в составе клуба «СКА-1946», отметившись 5 (0+5) результативными баллами в 14 матчах. 18 мая 2011 года вернулся в Магнитогорск, продолжив выступления в составе «Стальных лис».
7 января 2012 года в матче против екатеринбургского «Автомобилиста» Терещенко дебютировал в Континентальной хоккейной лиге, проведя на площадке четыре смены.
14 июня 2012 года был обменян в донецкий Донбасс
.
В июне 2025 года объявил об завершении спортивной карьеры.

## Достижения
- Обладатель Кубка Харламова 2010.
- Обладатель приза имени Вячеслава Фетисова 2010.2012
- Участник Кубка Вызова 2010.
- Двукратный обладатель Кубка Гагарина 2014, 2016.

## Статистика
| Легенда | Легенда                    | Легенда | Легенда                   | Легенда | Легенда    |
| ------- | -------------------------- | ------- | ------------------------- | ------- | ---------- |
| И       | Количество проведённых игр | Штр     | Штрафное время            | +/−     | Плюс-минус |
| Г       | Голы                       | П       | Голевые передачи          | О       | Очки       |
| -       | Статистика неизвестна      | —       | Статистика не учитывалась |         |            |

### Клубная карьера
- a В этом сезоне в «Плей-офф» учитывается статистика игрока в Кубке Надежды.